# Безкоровайный, Григорий Иванович
Григо́рий Ива́нович Безкорова́йный (укр. Григорій Іванович Безкоровайний; род. 20 апреля 1936, Черниговская область) — передовик советского сельского хозяйства, звеньевой колхоза имени Шевченко Коропского района Черниговской области, Герой Социалистического Труда (1977).

## Биография
Родился 20 апреля 1936 в селе Криски Коропского района Черниговской области (ныне Украина. По национальности украинец. Окончил школу в родном селе. В 1955-1957 годах проходил срочную службу в Советской армии.
В 1959 году окончил годичные курсы механизаторов. С 1960 года работал механизатором, с 1964 года — звеньевой механизированного звена по выращиванию картофеля колхоза имени Шевченко Коропского района.
Живёт в родном селе.

## Награды
Указом Президиума Верховного Совета СССР от 22 декабря 1977 за выдающиеся успехи, достигнутые во Всесоюзном социалистическом соревновании, проявленную трудовую доблесть в выполнении планов и социалистических обязательств по увеличению производства и продажи государству зерна и других продуктов земледелия в 1977 году Г. И. Безкоровайному присвоено звание Героя Социалистического Труда с вручением ордена Ленина и золотой медали «Серп и Молот».
Награждён двумя орденами Ленина, орденом Трудового Красного Знамени, медалями.

## Увековечивание памяти
В посёлке городского типа Коропе, на Аллее Героев, в 2007 году установлен памятный знак Г. И. Безкоровайному.